# Schlimmer geht’s immer mit Milo Murphy
Schlimmer geht’s immer mit Milo Murphy (Originaltitel: Milo Murphy’s Law) ist eine amerikanische Zeichentrickserie von Dan Povenmire und Jeff Marsh, den Schöpfern von Phineas und Ferb. Die Serie wurde erstmals auf Disney XD in den Vereinigten Staaten am 3. Oktober 2016 gezeigt. In Deutschland wurde die Serie erstmals auf Disney XD am 13. Februar 2017 ausgestrahlt.

## Inhalt
Schlimmer geht’s immer mit Milo Murphy handelt von Milo Murphy, dem Nachkommen von Edward A. Murphy, der sagte, dass alles, was schiefgehen kann, auch schiefgehen wird. Murphys Gesetz gilt immer in Milos Gegenwart, was dazu führt, dass er wie ein Magnet Unfälle anzieht und in seiner direkten Umgebung ununterbrochen Katastrophen geschehen, die teilweise ein groteskes Ausmaß erreichen können: Vom versehentlichen Einsperren in einen Klassenraum der Schule bis hin zu Meteoriteneinschlägen und Kettenreaktionen, die ganze Stadtteile zerstören, geht alles schief. Aufgrund seines bewegten Lebens ist Milo jedoch so an Katastrophen gewöhnt, dass er nicht mehr aus der Ruhe zu bekommen und stets auf alles vorbereitet ist. Immer trägt er einen Rucksack, in welchem er alles Mögliche für alle Fälle aufbewahrt, darunter ein Fernrohr, drei Heckenscheren und einen Anker. Sein glühender Optimismus steht im Widerspruch zu seinem Alltag.
Zusammen mit seinen Freunden Zack Underwood und Melissa Chase erlebt er eine Menge aufregender und verrückter Abenteuer. Unterstützung erhalten sie dabei immer wieder durch Milos Hund Diogee. Milos ältere Schwester Sara ist wie er selbst ein Fan der Serie The Doctor Zone Files, einer Persiflage von Doctor Who. Im weiteren Verlauf der Serie freundet sich Milo mit Cavendish und Dakota an, zwei zeitreisenden Agenten, welche die Aufgabe haben, die Pistazie bis zum Jahr 2175 vor dem Aussterben zu bewahren.
Die Serie verfügt über eine handlungsübergreifende Geschichte, in der es darum geht, dass Cavendish und Dakota aus Versehen ein Pistazien-Monster erschaffen, das mithilfe anderer Pistazien-Monster die Welt in der Zukunft übernimmt. Gemeinsam mit Milo müssen sie diese besiegen. Lediglich der Sohn des Anführers der Pistazien-Monster überlebt und landet im Jahr 1955. Daraufhin schmiedet er einen jahrelangen Plan, mit welchem die Welt in Milos Gegenwart erneut von Pistazien-Monstern beherrscht wird. Die Pistazien-Monster zerstören Cavendish und Dakotas Zeitmaschine, sodass diese nun in Milos Gegenwart festsitzen. Gemeinsam mit diesem machen sie sich auf die Suche nach Professor Zeit, der das Zeitreisen erfunden hat. Dieser stellt sich als Dr. Doofenshmirtz (der bereits aus der Serie Phineas und Ferb bekannt ist) heraus. Gemeinsam mit Phineas, Ferb und ihren Freunden können Milo, Cavendish, Dakota und Milos Freunde die Pistazien-Monster endgültig besiegen. Doofenshmirtz’ Gebäude wird dabei jedoch zerstört, weswegen er bei Milo einzieht, wo er sich im Garten ein neues Labor aufbaut, in dem er das Zeitreisen erfinden will. Zudem möchte er von nun an nur noch Gutes tun.

### Crossover mit Phineas und Ferb
Am Anfang der zweiten Staffel gibt es ein Crossover mit Phineas und Ferb, in dem alle bekannten Figuren dieser Serie auftreten. Ab Staffel 2 ist Doofenshmirtz zudem ein Nebencharakter. Auch Perry das Schnabeltier/Agent P, Major Monogram und Carl treten vereinzelt in späteren Episoden auf.

## Synchronisation
| Name                    | Originalsprecher  | Deutscher Synchronsprecher |
| ----------------------- | ----------------- | -------------------------- |
| Milo Murphy             | Weird Al Yankovic | Marius Clarén              |
| Melissa Chase           | Sabrina Carpenter | Yvonne Greitzke            |
| Zack Underwood          | Mekai Curtis      | Wanja Gerick               |
| Vinnie Dakota           | Dan Povenmire     | Bernd Vollbrecht           |
| Balthazar Cavendish     | Jeff Marsh        | Peter Flechtner            |
| Amanda Lopez            | Chrissie Fit      | Daniela Molina             |
| Mort Schaeffer          | Greg Cipes        | Nico Sablik                |
| Elliot Decker           | Christian Slater  | Karlo Hackenberger         |
| Sara Murphy             | Kate Micucci      | Ilona Brokowski            |
| Dr. Heinz Doofenshmirtz | Dan Povenmire     | Claus Brockmeyer           |

## Episoden

### Staffel 1
| Nummer (Produktionscode) | Nummer (Ausstrahlungsreihenfolge) | Deutscher Titel                 | Originaltitel                            | Erstausstrahlung (USA) | Erstausstrahlung (Deutschland) |
| 1                        | 1a                                | Ein Schulweg voller Hindernisse | Going the Extra Milo                     | 3. Oktober 2016        | 13. Februar 2017               |
| 1                        | 2b                                | Ausflug in den Untergrund       | The Undergrounders                       | 10. Oktober 2016       | 16. Februar 2017               |
| 2                        | 2a                                | Milo wechselt die Seiten        | Rooting for the Enemy                    | 10. Oktober 2016       | 15. Februar 2017               |
| 2                        | 1b                                | Der Eier-Wahnsinn               | Sunny Side Up                            | 3. Oktober 2016        | 14. Februar 2017               |
| 3                        | 3                                 | Doctor Zone-Fans                | The Doctor Zone Files                    | 17. Oktober 2016       | 17. Februar 2017               |
| 3                        | 3                                 | Das verlorene Attest            | The Note                                 | 17. Oktober 2016       | 20. Februar 2017               |
| 4                        | 4                                 | Die Überraschungsparty          | Party of Peril                           | 26. Oktober 2016       | 21. Februar 2017               |
| 4                        | 4                                 | Milos großer Auftritt           | Smooth Opera-tor                         | 26. Oktober 2016       | 22. Februar 2017               |
| 5                        | 5                                 | Der Karrieretag                 | Worked Day                               | 27. Oktober 2016       | 23. Februar 2017               |
| 5                        | 5                                 | Wilder, wilder Westen           | The Wilder West                          | 27. Oktober 2016       | 24. Februar 2017               |
| 6                        | 6                                 | Der Familienurlaub              | Family Vacation                          | 6. März 2017           | 24. April 2017                 |
| 6                        | 6                                 | Murphys Schmalz                 | Murphy’s Lard                            | 7. März 2017           | 24. April 2017                 |
| 7                        | 7                                 | Geheimnisse und Pizza           | Secrets and Pies                         | 8. März 2017           | 25. April 2017                 |
| 7                        | 7                                 | Im Zehnkampf-Fieber             | Athledecamathalon                        | 9. März 2017           | 25. April 2017                 |
| 8                        | 8                                 | Die Vertretungslehrerin         | The Substitute                           | 13. März 2017          | 26. April 2017                 |
| 8                        | 8                                 | Auszeit                         | Time Out                                 | 14. März 2017          | 26. April 2017                 |
| 9                        | 9                                 | Wir gehen in den Zoo            | We’re Going to the Zoo                   | 15. März 2017          | 27. April 2017                 |
| 9                        | 9                                 | Der Schultanz                   | School Dance                             | 16. März 2017          | 27. April 2017                 |
| 10                       | 10                                | Der Bandwettbewerb              | Battle of the Bands                      | 20. März 2017          | 28. April 2017                 |
| 10                       | 10                                | Das Mathebuch                   | The Math Book                            | 21. März 2017          | 28. April 2017                 |
| 11                       | 11                                | Eine zweite Chance              | The Little Engine That Couldn’t          | 22. März 2017          | 23. Oktober 2017               |
| 11                       | 11                                | Der Lama-Vorfall                | The Llama Incident                       | 23. März 2017          | 23. Oktober 2017               |
| 12                       | 14                                | Auf Autogrammjagd               | Star Struck                              | 25. September 2017     | 24. Oktober 2017               |
| 12                       | 14                                | Zerplatzte Träume               | Disaster of My Dreams                    | 25. September 2017     | 24. Oktober 2017               |
| 13                       | 12                                | Findet Milo! – Teil 1           | Missing Milo                             | 22. Juli 2017          | 21. Oktober 2017               |
| 14                       | 13                                | Findet Milo! – Teil 2           | Missing Milo                             | 22. Juli 2017          | 21. Oktober 2017               |
| 15                       | 15                                | Ein Roboter auf Abwegen         | A Clockwork Origin                       | 26. September 2017     | 25. Oktober 2017               |
| 15                       | 15                                | Milo der Schlafwandler          | Perchance to Sleepwalk                   | 26. September 2017     | 25. Oktober 2017               |
| 16                       | 21                                | Weihnachten in Gefahr           | A Christmas Peril                        | 2. Dezember 2017       | 2. Dezember 2017               |
| 17                       | 16                                | Gestrandet                      | Some Like it Yacht                       | 27. September 2017     | 26. Oktober 2017               |
| 17                       | 16                                | Eltern außer Rand und Band      | Backward to School Night                 | 27. September 2017     | 26. Oktober 2017               |
| 18                       | 17                                | Eine Welt ohne Milo             | World Without Milo                       | 28. September 2017     | 27. Oktober 2017               |
| 18                       | 17                                | Das Rennen                      | The Race                                 | 28. September 2017     | 27. Oktober 2017               |
| 19                       | 20                                | Milos Halloweenspuk             | Milo Murphy’s Halloween Scream-a-Torium! | 7. Oktober 2017        | 31. Oktober 2017               |
| 20                       | 18                                | Das Schlittenschlamassel        | Love Toboggan                            | 29. September 2017     | 30. Oktober 2017               |
| 20                       | 18                                | Insel der verlorenen Dakotas    | The Island of Lost Dakotas               | 29. September 2017     | 30. Oktober 2017               |
| 21                       | 19                                | Sie sind unter uns!             | Fungus Among Us                          | 30. September 2017     | 1. November 2017               |

### Staffel 2
| Nummer (Produktionscode) | Nummer (Ausstrahlungsreihenfolge) | Deutscher Titel                           | Originaltitel                                                                    | Erstausstrahlung (USA) | Erstausstrahlung (Deutsch)    |
| 22                       | 1                                 | Der Phineas und Ferb Effekt               | The Phineas and Ferb Effect                                                      | 5. Januar 2019         | 10. September 2018            |
| 23                       | 2                                 | Der Phineas und Ferb Effekt               | The Phineas and Ferb Effect                                                      | 5. Januar 2019         | 10. September 2018            |
| 24                       | 3                                 | Schnee-Alarm!                             | Snow Way Out                                                                     | 12. Januar 2019        | 11. September 2018            |
| 24                       | 3                                 | Ein ungleiches Paar                       | Teacher Feature                                                                  | 12. Januar 2019        | 11. September 2018            |
| 25                       | 4                                 | Kein Foto für Milo?                       | Picture Day                                                                      | 19. Januar 2019        | 12. September 2018            |
| 25                       | 4                                 | Wer ist Agent G?                          | Agee Ientee Diogee                                                               | 19. Januar 2019        | 12. September 2018            |
| 26                       | 5                                 | Spiel mit Hindernissen                    | Game Night                                                                       | 26. Januar 2019        | 13. September 2018            |
| 26                       | 5                                 | Ein Lama für Mama                         | Pace Makes Waste                                                                 | 26. Januar 2019        | 13. September 2018            |
| 27                       | 6                                 | Die Extrem-Back-Challenge                 | Cake ’Splosion!                                                                  | 2. Februar 2019        | 14. September 2018            |
| 27                       | 6                                 | Lady Kriller                              | Lady Krillers                                                                    | 2. Februar 2019        | ? 2019/2020 (Disney+ Ausland) |
| 28                       | 7                                 | Doofs freier Tag                          | Doof’s Day Out                                                                   | 9. Februar 2019        | 17. September 2018            |
| 28                       | 7                                 | Ein neuer Versuch                         | Disco Do-Over                                                                    | 9. Februar 2019        | 17. September 2018            |
| 29                       | 8                                 | Die Alte Bessie                           | The Ticking Clock                                                                | 16. Februar 2019       | 18. September 2018            |
| 29                       | 8                                 | Negative Wahrscheinlichkeitsionen         | Managing Murphy’s Law                                                            | 16. Februar 2019       | 18. September 2018            |
| 30                       | 10                                | Der Stadtjunge                            | Field of Screams                                                                 | 2. März 2019           | 19. September 2018            |
| 30                       | 10                                | Zeitreise-Agentinnen                      | Spy Little Sister!                                                               | 2. März 2019           | 19. September 2018            |
| 31                       | 9                                 | Doofs Gesetz                              | Milo’s Shadow                                                                    | 23. Februar 2019       | 20. September 2018            |
| 31                       | 9                                 | Milos DNA                                 | Sick Day                                                                         | 23. Februar 2019       | 20. September 2018            |
| 32                       | 12                                | Freier Fall                               | Freefall                                                                         | 16. März 2019          | 11. Februar 2019              |
| 32                       | 12                                | Milos Welt                                | Milo’s World                                                                     | 16. März 2019          | 12. Februar 2019              |
| 33                       | 11                                | Der Freundschaftsdienst                   | Dog Walker, Runner, Screamer                                                     | 9. März 2019           | 13. Februar 2019              |
| 33                       | 11                                | Ein waschechter Murphy                    | Now I Am a Murphy                                                                | 9. März 2019           | 14. Februar 2019              |
| 34                       | 13                                | Die Oktopus-Alien-Entführung              | Abducting Murphy’s Law                                                           | 23. März 2019          | 15. Februar 2019              |
| 35                       | 14                                | Die Gulasch-Legende                       | The Goulash Legacy                                                               | 30. März 2019          | 18. Februar 2019              |
| 35                       | 14                                | Der Hund, der zu viel wusste              | The Dog Who Knew Too Much                                                        | 30. März 2019          | 19. Februar 2019              |
| 36                       | 15                                | Der Abenteuerkumpel                       | Adventure Buddies                                                                | 6. April 2019          | 20. Februar 2019              |
| 36                       | 15                                | Officer Diogee                            | Ride Along Little Doggie                                                         | 6. April 2019          | 21. Februar 2019              |
| 37                       | 16                                | Das Raumschiff                            | Look At This Ship                                                                | 13. April 2019         | 22. Februar 2019              |
| 37                       | 16                                | Gips-Party                                | Cast Party                                                                       | 13. April 2019         | 22. Februar 2019              |
| 38                       | 17                                | Sicherheit geht vor                       | Safety First                                                                     | 20. April 2019         | 24. Juni 2019                 |
| 38                       | 17                                | Entfesselter Cavendish                    | Cavendish Unleashed                                                              | 20. April 2019         | 25. Juni 2019                 |
| 39                       | 18                                | Wie alles begann                          | First Impressions                                                                | 27. April 2019         | 26. Juni 2019                 |
| 39                       | 18                                | Die Debattierliga der totalen Vernichtung | The Speech and Debate League of Death and Destruction Cross Town Explosion Event | 27. April 2019         | 27. Juni 2019                 |
| 40                       | 19                                | Das große Nachsitzen                      | The Mid-Afternoon Snack Club                                                     | 4. Mai 2019            | 28. Juni 2019                 |
| 40                       | 19                                | Picknick im Park                          | Parks and Wreck                                                                  | 4. Mai 2019            | 1. Juli 2019                  |
| 41                       | 20                                | Cavendish, das Schnabeltier               | Escape                                                                           | 11. Mai 2019           | 2. Juli 2019                  |
| 41                       | 20                                | Milo im Weltall                           | Milo in Space                                                                    | 11. Mai 2019           | 3. Juli 2019                  |
| 42                       | 21                                | Die Sphäre des Unheils                    | Sphere and Loathing in Outer Space                                               | 18. Mai 2019           | 4. Juli 2019                  |